# Giải quần vợt Pháp Mở rộng 2017
Giải quần vợt Pháp Mở rộng 2017 là giải đấu quần vợt được chơi ở sân đất nện ngoài trời. Nó sẽ là lần thứ 121 tổ chức Pháp Mở rộng và là giải Grand Slam thứ 2 trong năm. Nó được diễn ra tại sân vận động Stade Roland Garros từ ngày 28 tháng 5 đến ngày 11 tháng 6 và bao gồm các tay vợt chuyên nghiệp trong các trận đấu đơn, đôi và đôi hỗn hợp. Người chơi xe lăn (khuyết tật) và trẻ cũng sẽ tham gia vào các sự kiện đơn và đôi.
Novak Djokovic là đương kim vô địch tại nội dung đơn nam, và Garbiñe Muguruza là đương kim vô địch nội dung đơn nữ.

## Giải đấu

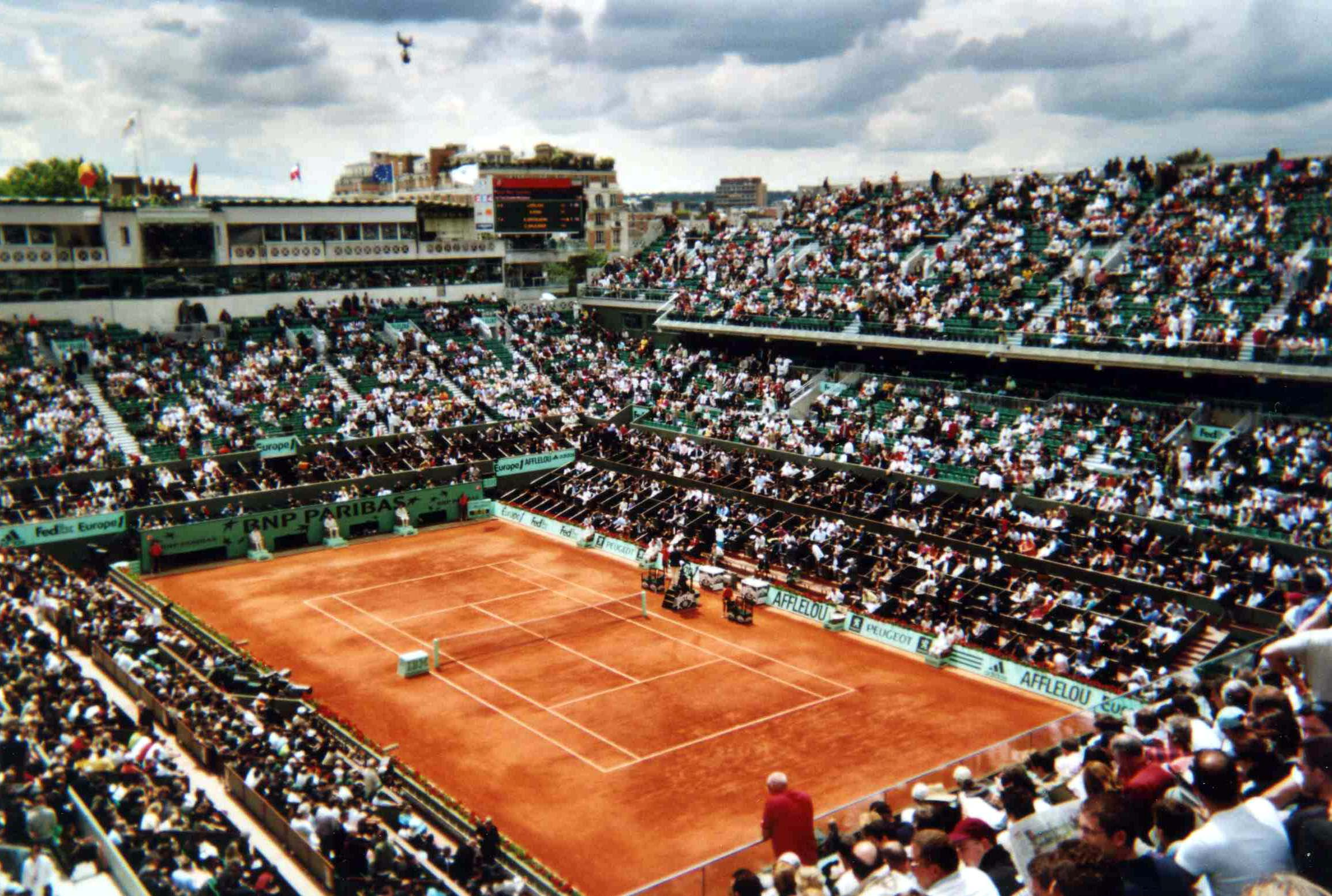
Sân Philippe Chatrier nơi điễn ra trận chung kết Pháp Mở rộng.

Giải quần vợt Pháp Mở rộng 2017 sẽ là lằn thứ 116 tổ chức Pháp Mở rộng và tổ chức tại Stade Roland Garros ở Paris.
Giải đấu là 1 sự kiện tổ chức bởi International Tennis Federation (ITF) và là 1 phần của lịch thi đấu ATP World Tour 2017 và WTA Tour 2017 thể loại Grand Slam. Giải đấu bao gồm nội dung đơn nam, đơn nữ, đôi nam, đôi nữ và đôi nam nữ.
Giải bao gồm nội dung đơn và đôi cho cả nam và nữ dưới 18 tuổi, giải đơn và đôi ở nội dung dành cho người khuyết tật. Giải đấu diễn ra trên mặt sân đất nện, được tổ chức trên tổng cộng 22 sân, bao gồm 3 sân chính là Court Philippe Chatrier, Court Suzanne Lenglen và Court 1.

## Điểm và tiền thưởng

### Phân phối điểm
Dưới đây là thống kê điểm xếp hạng cho mỗi hạng mục.

#### Dành cho các vận động viên chuyên nghiệp
| Sự kiện | VĐ   | CK   | BK  | TK  | 1/16 | 1/32 | 1/64 | 1/128 | Q  | Q3 | Q2 | Q1 |
| Đơn nam | 2000 | 1200 | 720 | 360 | 180  | 90   | 45   | 10    | 25 | 16 | 8  | 0  |
| Đôi nam | 2000 | 1200 | 720 | 360 | 180  | 90   | 0    | —     | —  | —  | —  | —  |
| Đơn nữ  | 2000 | 1300 | 780 | 430 | 240  | 130  | 70   | 10    | 40 | 30 | 20 | 2  |
| Đôi nữ  | 2000 | 1300 | 780 | 430 | 240  | 130  | 10   | —     | —  | —  | —  | —  |

| Hạng mục       | Vô địch | Chung kết | Bán kết/thứ 3 | Tứ Kết/thứ 4 |
| Đơn            | 800     | 500       | 375           | 100          |
| Đôi            | 800     | 500       | 100           | —            |
| Khuyết tật đơn | 800     | 500       | 100           | —            |
| Khuyết tật đôi | 800     | 100       | —             | —            |

| Hạng mục      | Vô địch | Chung kết | Bán kết | Tứ kết | 1/16 | 1/32 | Q  | Q3 |
| Đơn nam trẻ   | 375     | 270       | 180     | 120    | 75   | 30   | 25 | 20 |
| Đơn nữ trẻ    | 375     | 270       | 180     | 120    | 75   | 30   | 25 | 20 |
| Boys' Doubles | 270     | 180       | 120     | 75     | 45   | —    | —  | —  |
| Đôi nữ trẻ    | 270     | 180       | 120     | 75     | 45   | —    | —  | —  |

### Tiền thưởng
Số tiền tổng cộng cho năm 2017 sẽ được xác nhận. Những người chiến thắng trong danh hiệu đơn nam và nữ được nhận 2.000.000 EUR, tăng 200.000 EUR so với năm 2016.
| Sự kiện       | Vô địch       | Chung kết     | Bán Kết     | Tứ kết      | 1/16        | 1/32        | 1/64       | 1/128      | Q3         | Q2        | Q1        |
| Đơn           | 2.000.000 EUR | 1.000.000 EUR | 500.000 EUR | 294.000 EUR | 173.000 EUR | 102.000 EUR | 60.000 EUR | 30.000 EUR | 14.000 EUR | 7.000 EUR | 3.500 EUR |
| Đôi *         | 500.000 EUR   | 250.000 EUR   | 125.000 EUR | 68.000 EUR  | 37.000 EUR  | 19.000 EUR  | 9.500 EUR  | —          | —          | —         | —         |
| Đôi hỗn hợp * | 116.000 EUR   | 58.000 EUR    | 28.500 EUR  | 16.000 EUR  | 8.500 EUR   | 4.250 EUR   | —          | —          | —          | —         | —         |
| Đơn xe lăn    | 35.000 EUR    | 17.500 EUR    | 8.500 EUR   | 4.500 EUR   | —           | —           | —          | —          | —          | —         | —         |
| Đôi xe lăn *  | 10.000 EUR    | 5.000 EUR     | 3.000 EUR   | —           | —           | —           | —          | —          | —          | —         | —         |

* mỗi đội

## Tóm tắt
Giải quần vợt Pháp Mở rộng 2017 - Đơn nam
| Vô địch                    | Vô địch                    | Á Quân                   | Á Quân                    |
| -------------------------- | -------------------------- | ------------------------ | ------------------------- |
| Rafael Nadal               | Rafael Nadal               | Stan Wawrinka            | Stan Wawrinka             |
| Thua Bán kết               |                            |                          |                           |
| Andy Murray [1]            | Andy Murray [1]            | Dominic Thiem [6]        | Dominic Thiem [6]         |
| Thua Tứ kết                |                            |                          |                           |
| Kei Nishikori [8]          | Marin Čilić [7]            | Pablo Carreño Busta [20] | Novak Djokovic [2]        |
| Thua vòng bốn              |                            |                          |                           |
| Karen Khachanov            | Fernando Verdasco          | Gaël Monfils [15]        | Kevin Anderson            |
| Milos Raonic [5]           | Roberto Bautista Agut [17] | Horacio Zeballos         | Albert Ramos Viñolas [19] |
| Thua vòng ba               |                            |                          |                           |
| Juan Martín Del Potro [29] | John Isner [21]            | Pablo Cuevas [22]        | Chung Hyeon               |
| Fabio Fognini [28]         | Richard Gasquet [24]       | Kyle Edmund              | Feliciano López           |
| Guillermo García López     | Grigor Dimitrov [11]       | Jiří Veselý              | Nikoloz Basilashvili      |
| Steve Johnson [25]         | David Goffin [10]          | Lucas Pouille [16]       | Diego Schwartzman         |
| Thua vòng hai              |                            |                          |                           |
| Martin Kližan              | Nicolás Almagro            | Paolo Lorenzi            | Tomáš Berdych [13]        |
| Pierre-Hugues Herbert      | Nicolás Kicker             | Denis Istomin            | Jérémy Chardy             |
| Alexandr Dolgopolov        | Andreas Seppi              | Víctor Estrella Burgos   | Thiago Monteiro           |
| Renzo Olivo                | Nick Kyrgios [18]          | David Ferrer [30]        | Konstantin Kravchuk       |
| Rogério Dutra Silva        | Marco Trungelliti (Q)      | Taro Daniel (Q)          | Tommy Robredo (PR)        |
| Aljaž Bedene               | Mikhail Kukushkin          | Viktor Troicki           | Robin Haase               |
| Simone Bolelli (Q)         | Borna Ćorić                | Ivo Karlović [23]        | Sergiy Stakhovsky (Q)     |
| Thomaz Bellucci            | Benjamin Bonzi (WC)        | Stefano Napolitano (Q)   | João Sousa                |
| Thua vòng một              |                            |                          |                           |
| Andrey Kuznetsov           | Laurent Lokoli (WC)        | Marcos Baghdatis         | Guido Pella (Q)           |
| Jordan Thompson            | Ričardas Berankis (PR)     | Nicolás Jarry (Q)        | Jan-Lennard Struff        |
| Alexander Zverev [9]       | Jared Donaldson            | Damir Džumhur            | Maxime Hamou (Q)          |
| Sam Querrey [27]           | Ernesto Escobedo           | Radu Albot               | Thanasi Kokkinakis (PR)   |
| Jozef Kovalík (Q)          | Carlos Berlocq             | Santiago Giraldo (Q)     | Frances Tiafoe            |
| Arthur De Greef (Q)        | Teymuraz Gabashvili (Q)    | Alexandre Müller (WC)    | Dustin Brown              |
| Jo-Wilfried Tsonga [12]    | Gastão Elias               | Malek Jaziri             | Philipp Kohlschreiber     |
| Donald Young               | Bjorn Fratangelo (Q)       | Federico Delbonis        | Ernests Gulbis (PR)       |
| Steve Darcis               | Mikhail Youzhny            | Quentin Halys (WC)       | Gilles Müller [26]        |
| Florian Mayer              | Jerzy Janowicz (PR)        | Dan Evans                | Stéphane Robert           |
| Jack Sock [14]             | Ryan Harrison              | Tennys Sandgren (WC)     | John Millman (PR)         |
| Gilles Simon [31]          | Evgeny Donskoy             | Alex De Minaur (WC)      | Benoît Paire              |
| Bernard Tomic              | Nicolas Mahut              | Mathias Bourgue (WC)     | Yūichi Sugita             |
| Stefanos Tsitsipas (Q)     | Adrian Mannarino           | Lu Yen-hsun              | Paul-Henri Mathieu (Q)    |
| Julien Benneteau (WC)      | Dušan Lajović              | Daniil Medvedev          | Marius Copil (Q)          |
| Mischa Zverev [32]         | Andrey Rublev (LL)         | Janko Tipsarević         | Marcel Granollers         |

Giải quần vợt Pháp Mở rộng 2017 - Đơn nữ
| Vô địch                       | Vô địch                      | Á Quân                  | Á Quân                  |
| ----------------------------- | ---------------------------- | ----------------------- | ----------------------- |
| Jeļena Ostapenko              | Jeļena Ostapenko             | Simona Halep [3]        | Simona Halep [3]        |
| Thua Bán kết                  |                              |                         |                         |
| Timea Bacsinszky [30]         | Timea Bacsinszky [30]        | Karolína Plíšková [2]   | Karolína Plíšková [2]   |
| Thua Tứ kết                   |                              |                         |                         |
| Caroline Wozniacki [11]       | Kristina Mladenovic [13]     | Elina Svitolina [5]     | Caroline Garcia [28]    |
| Thua vòng bốn                 |                              |                         |                         |
| Samantha Stosur [23]          | Svetlana Kuznetsova [8]      | Garbiñe Muguruza [4]    | Venus Williams [10]     |
| Carla Suárez Navarro [21]     | Petra Martić (Q)             | Alizé Cornet            | Verónica Cepede Royg    |
| Thua vòng ba                  |                              |                         |                         |
| Lesia Tsurenko                | Bethanie Mattek-Sands (Q)    |                         | Zhang Shuai [32]        |
| Yulia Putintseva [27]         | Shelby Rogers                | Elise Mertens           | Ons Jabeur (LL)         |
| Magda Linette                 | Anastasija Sevastova [17]    | Elena Vesnina [14]      | Daria Kasatkina [26]    |
| Hsieh Su-wei                  | Agnieszka Radwańska [9]      | Mariana Duque Mariño    | Carina Witthöft         |
| Thua vòng hai                 |                              |                         |                         |
| Ekaterina Makarova            | Monica Puig                  | Kirsten Flipkens        | Petra Kvitová [15]      |
| Françoise Abanda (Q)          | Kiki Bertens [18]            | Aliaksandra Sasnovich   | Océane Dodin            |
| Anett Kontaveit               | Johanna Larsson              | Çağla Büyükakçay        | Sara Errani (Q)         |
| Kurumi Nara                   | Richèl Hogenkamp (Q)         | Madison Brengle         | Dominika Cibulková [6]  |
| Tsvetana Pironkova            | Ana Konjuh [29]              | Eugenie Bouchard        | Madison Keys [12]       |
| Varvara Lepchenko             | Sorana Cîrstea               | Markéta Vondroušová (Q) | Tatjana Maria           |
| Taylor Townsend               | Chloé Paquet (WC)            | Barbora Strýcová [20]   | Alison Van Uytvanck (Q) |
| Anastasia Pavlyuchenkova [16] | Magdaléna Rybáriková (PR)    | Pauline Parmentier      | Ekaterina Alexandrova   |
| Thua vòng một                 |                              |                         |                         |
| Angelique Kerber [1]          | Kateryna Kozlova (Q)         | Louisa Chirico          | Roberta Vinci [31]      |
| Kristína Kučová               | Mandy Minella                | Evgeniya Rodina         | Julia Boserup           |
| Jaimee Fourlis (WC)           | Tessah Andrianjafitrimo (WC) | Quirine Lemoine (Q)     | Ajla Tomljanović (PR)   |
| Donna Vekić                   | Viktorija Golubic            | Camila Giorgi           | Christina McHale        |
| Francesca Schiavone           | Monica Niculescu             | Natalia Vikhlyantseva   | Myrtille Georges (WC)   |
| Mirjana Lučić-Baroni [22]     | Marina Erakovic              | Misaki Doi              | Jennifer Brady          |
| Wang Qiang                    | Amanda Anisimova (WC)        | Jelena Janković         | Daria Gavrilova [24]    |
| Sara Sorribes Tormo           | Julia Görges                 | Ana Bogdan (Q)          | Lara Arruabarrena       |
| Yaroslava Shvedova            | Mona Barthel                 | Alizé Lim (WC)          | Danka Kovinić           |
| Annika Beck                   | Risa Ozaki                   | Kateryna Bondarenko     | Ashleigh Barty          |
| Beatriz Haddad Maia (Q)       | Andrea Petkovic              | Peng Shuai              | Maria Sakkari           |
| Yanina Wickmayer              | Amandine Hesse (WC)          | Duan Yingying           | Jana Čepelová           |
| Johanna Konta [7]             | Miyu Kato (Q)                | Kristýna Plíšková       | Nao Hibino              |
| Alison Riske                  | Tímea Babos                  | Naomi Osaka             | Fiona Ferro (WC)        |
| Patricia Maria Țig            | Lucie Šafářová               | Irina-Camelia Begu      | Coco Vandeweghe [19]    |
| Lauren Davis [25]             | Irina Khromacheva            | Kateřina Siniaková      | Zheng Saisai            |

## Thống kê theo ngày

### Ngày 1 (28 tháng 5)
- Lịch thi đấu trong ngày
- Hạt giống bị loại:
  - Đơn nam:  Gilles Müller [26]
  - Đơn nữ:  Angelique Kerber [1],  Mirjana Lučić-Baroni [22],  Roberta Vinci [31]

| Trận đấu ở sân chính                                | Trận đấu ở sân chính                                | Trận đấu ở sân chính                                | Trận đấu ở sân chính                                |
| Trận đấu trên Sân Philippe Chatrier (Sân trung tâm) | Trận đấu trên Sân Philippe Chatrier (Sân trung tâm) | Trận đấu trên Sân Philippe Chatrier (Sân trung tâm) | Trận đấu trên Sân Philippe Chatrier (Sân trung tâm) |
| Sự kiện                                             | Người chiến thắng                                   | Người thua cuộc                                     | Tý số                                               |
| --------------------------------------------------- | --------------------------------------------------- | --------------------------------------------------- | --------------------------------------------------- |
| Vòng 1 đơn nữ                                       | Petra Kvitová [15]                                  | Julia Boserup                                       | 6–3, 6–2                                            |
| Vòng 1 đơn nữ                                       | Ekaterina Makarova                                  | Angelique Kerber [1]                                | 6–2, 6–2                                            |
| Vòng 1 đơn nam                                      | Grigor Dimitrov [11]                                | Stéphane Robert                                     | 6–2, 6–3, 6–4                                       |
| Vòng 1 đơn nam                                      | Lucas Pouille [16]                                  | Julien Benneteau [WC]                               | 7–6(8–6), 3–6, 4–6, 6–3, 6–4                        |
| Trận đấu trên sân Suzanne Lenglen (Grandstand)      |                                                     |                                                     |                                                     |
| Sự kiện                                             | Người chiến thắng                                   | Người thua cuộc                                     | Tý số                                               |
| Vòng 1 đơn nam                                      | Horacio Zeballos                                    | Adrian Mannarino                                    | 7–5, 6–3, 6–4                                       |
| Vòng 1 đơn nữ                                       | Svetlana Kuznetsova [8]                             | Christina McHale                                    | 7–5, 6–4                                            |
| Vòng 1 đơn nam                                      | Dominic Thiem [6]                                   | Bernard Tomic                                       | 6–4, 6–0, 6–2                                       |
| Vòng 1 đơn nữ                                       | Venus Williams [10]                                 | Wang Qiang                                          | 6–4, 7–6(7–3)                                       |
| Vòng 1 đơn nữ                                       | Dominika Cibulková [6]                              | Lara Arruabarrena                                   | 6–2, 6–1                                            |
| Trận đấu trên Sân 1                                 |                                                     |                                                     |                                                     |
| Sự kiện                                             | Người chiến thắng                                   | Người thua cuộc                                     | Tý số                                               |
| Vòng 1 đơn nam                                      | Guillermo García López                              | Gilles Müller [26]                                  | 7–6(7–4), 6–7(2–7), 6–2, 6–2                        |
| Vòng 1 đơn nam                                      | Marco Trungelliti [Q]                               | Quentin Halys [WC]                                  | 3–6, 6–7(4–7), 7–6(7–2), 6–4, 6–4                   |
| Vòng 1 đơn nữ                                       | Océane Dodin                                        | Camila Giorgi                                       | 6–3, 6–2                                            |

### Đơn nam
| Hạt giống | Xếp hạng | Tay vợt               | Điểm trước thi đấu | Điểm bảo vệ | Điểm thắng | Điểm sau thi đấu | Kết quả                                   |
| --------- | -------- | --------------------- | ------------------ | ----------- | ---------- | ---------------- | ----------------------------------------- |
| 1         | 1        | Andy Murray           | 10.370             | 1.200       | 720        | 9.890            | Bán kết, thua Stan Wawrinka [3]           |
| 2         | 2        | Novak Djokovic        | 7.445              | 2.000       | 360        | 5.805            | Tứ kết, thua Dominic Thiem [6]            |
| 3         | 3        | Stan Wawrinka         | 5.695              | 720         | 720        | 5.695            | Bán kết, đánh bại Andy Murray [1]         |
| 4         | 4        | Rafael Nadal          | 5.375              | 90          | 720        | 5.965            | Bán kết, đánh bại Dominic Thiem [6]       |
| 5         | 6        | Milos Raonic          | 4.450              | 180         | 180        | 4.450            | Vòng 4, thua Pablo Carreño Busta [20]     |
| 6         | 7        | Dominic Thiem         | 4.145              | 720+250     | 720+90     | 3.985            | Bán kết, thua Rafael Nadal [4]            |
| 7         | 8        | Marin Čilić           | 3.765              | 10          | 360        | 4.115            | Tứ kết, thua Stan Wawrinka [3]            |
| 8         | 9        | Kei Nishikori         | 3.650              | 180         | 360        | 3.830            | Tứ kết, thua Andy Murray [1]              |
| 9         | 10       | Alexander Zverev      | 3.150              | 90          | 10         | 3.070            | Vòng 1, thua Fernando Verdasco            |
| 10        | 12       | David Goffin          | 3.055              | 360         | 90         | 2.785            | Vòng 3, bỏ cuộc trước Horacio Zeballos    |
| 11        | 13       | Grigor Dimitrov       | 2.900              | 10          | 90         | 2.980            | Vòng 3, thua Pablo Carreño Busta [20]     |
| 12        | 11       | Jo-Wilfried Tsonga    | 3.120              | 90          | 10         | 3.040            | Vòng 1, thua Renzo Olivo                  |
| 13        | 14       | Tomáš Berdych         | 2.885              | 360         | 45         | 2.570            | Vòng 2, thua Karen Khachanov              |
| 14        | 15       | Jack Sock             | 2.415              | 90          | 10         | 2.335            | Vòng 1, thua Jiří Veselý                  |
| 15        | 16       | Gaël Monfils          | 2.365              | 0           | 180        | 2.545            | Vòng 4, thua Stan Wawrinka [3]            |
| 16        | 17       | Lucas Pouille         | 2.320              | 45          | 90         | 2.365            | Vòng 3, thua Albert Ramos Viñolas [19]    |
| 17        | 18       | Roberto Bautista Agut | 2.155              | 180         | 180        | 2.155            | Vòng 4, thua Rafael Nadal [4]             |
| 18        | 19       | Nick Kyrgios          | 2.155              | 90          | 45         | 2.110            | Vòng 2, thua Kevin Anderson               |
| 19        | 20       | Albert Ramos Viñolas  | 2.065              | 360         | 180        | 1.885            | Vòng 4, thua Novak Djokovic [2]           |
| 20        | 21       | Pablo Carreño Busta   | 2.045              | 45          | 360        | 2.360            | Tứ kết, bỏ cuộc trước Rafael Nadal [4]    |
| 21        | 22       | John Isner            | 2.020              | 180         | 90         | 1.930            | Vòng 3, thua Karen Khachanov              |
| 22        | 23       | Pablo Cuevas          | 1.865              | 90          | 90         | 1.865            | Vòng 3, thua Fernando Verdasco            |
| 23        | 24       | Ivo Karlović          | 1.820              | 90+90       | 45+45      | 1.730            | Vòng 2, thua Horacio Zeballos             |
| 24        | 25       | Richard Gasquet       | 1.605              | 360         | 90         | 1.335            | Vòng 3, retired against Gaël Monfils [15] |
| 25        | 26       | Steve Johnson         | 1.565              | 10          | 90         | 1.645            | Vòng 3, thua Dominic Thiem [6]            |
| 26        | 27       | Gilles Müller         | 1.530              | 10+150      | 10+45      | 1.425            | Vòng 1, thua Guillermo García López       |
| 27        | 28       | Sam Querrey           | 1.495              | 10+90       | 10+20      | 1.425            | Vòng 1, thua Chung Hyeon                  |
| 28        | 29       | Fabio Fognini         | 1.350              | 10          | 90         | 1.430            | Vòng 3, thua Stan Wawrinka [3]            |
| 29        | 30       | Juan Martín del Potro | 1.325              | 0+90        | 90+0       | 1.325            | Vòng 3, thua Andy Murray [1]              |
| 30        | 33       | David Ferrer          | 1.185              | 180+45      | 45+0       | 1.005            | Vòng 2, thua Feliciano López              |
| 31        | 32       | Gilles Simon          | 1.200              | 90+45       | 10+20      | 1.095            | Vòng 1, thua Nikoloz Basilashvili         |
| 32        | 31       | Mischa Zverev         | 1.311              | (20)        | 10         | 1.301            | Vòng 1, thua Stefano Napolitano [Q]       |

#### Tay vợt rút lui khỏi giải đấu
| Xếp hạng | Tay vợt       | Điểm trước thi đấu | Điểm bảo vệ | Điểm thắng | Điểm sau thi đấu | Lý do rút lui     |
| -------- | ------------- | ------------------ | ----------- | ---------- | ---------------- | ----------------- |
| 5        | Roger Federer | 5.035              | 0           | 0          | 5.035            | Thay đổi kế hoạch |

### Đơn nữ
| Hạt giống | Xếp hạng | Tay vợt                  | Điểm trước thi đấu | Điểm bảo vệ | Điểm thắng | Điểm trước thi đấu | Kết quả                                |
| --------- | -------- | ------------------------ | ------------------ | ----------- | ---------- | ------------------ | -------------------------------------- |
| 1         | 1        | Angelique Kerber         | 7.035              | 10          | 10         | 7.035              | Vòng 1, thua Ekaterina Makarova        |
| 2         | 3        | Karolína Plíšková        | 6.100              | 10+280      | 780+100    | 6.690              | Bán kết, thua Simona Halep [3]         |
| 3         | 4        | Simona Halep             | 5.790              | 240         | 1.300      | 6.850              | Á quân, thua Jeļena Ostapenko          |
| 4         | 5        | Garbiñe Muguruza         | 4.636              | 2.000       | 240        | 2.876              | Vòng 4, thua Kristina Mladenovic [13]  |
| 5         | 6        | Elina Svitolina          | 4.575              | 240         | 430        | 4.765              | Tứ kết, thua Simona Halep [3]          |
| 6         | 7        | Dominika Cibulková       | 4.480              | 130         | 70         | 4.420              | Vòng 2, thua Ons Jabeur [LL]           |
| 7         | 8        | Johanna Konta            | 4.330              | 10          | 10         | 4.330              | Vòng 1, thua Hsieh Su-wei              |
| 8         | 9        | Svetlana Kuznetsova      | 4.310              | 240         | 240        | 4.310              | Vòng 4, thua Caroline Wozniacki [11]   |
| 9         | 10       | Agnieszka Radwańska      | 4.095              | 240         | 130        | 3.985              | Vòng 3, thua Alizé Cornet              |
| 10        | 11       | Venus Williams           | 3.941              | 240         | 240        | 3.941              | Vòng 4, thua Timea Bacsinszky [30]     |
| 11        | 12       | Caroline Wozniacki       | 3.915              | 0           | 430        | 4.345              | Tứ kết, thua Jeļena Ostapenko          |
| 12        | 13       | Madison Keys             | 3.163              | 240         | 70         | 2.993              | Vòng 2, thua Petra Martić [Q]          |
| 13        | 14       | Kristina Mladenovic      | 2.915              | 130+180     | 430+60     | 3.095              | Tứ kết, thua Timea Bacsinszky [30]     |
| 14        | 15       | Elena Vesnina            | 2.816              | 70          | 130        | 2.876              | Vòng 3, thua Carla Suárez Navarro [21] |
| 15        | 16       | Petra Kvitová            | 2.780              | 130         | 70         | 2.720              | Vòng 2, thua Bethanie Mattek-Sands [Q] |
| 16        | 17       | Anastasia Pavlyuchenkova | 2.640              | 130         | 70         | 2.580              | Vòng 2, thua Verónica Cepede Royg      |
| 17        | 19       | Anastasija Sevastova     | 2.165              | 70          | 130        | 2.225              | Vòng 3, thua Petra Martić [Q]          |
| 18        | 18       | Kiki Bertens             | 2.395              | 780         | 70         | 1.685              | Vòng 2, thua Catherine Bellis          |
| 19        | 20       | Coco Vandeweghe          | 2.082              | 70+280      | 10+1       | 1.743              | Vòng 1, thua Magdaléna Rybáriková [PR] |
| 20        | 21       | Barbora Strýcová         | 2.050              | 130         | 70         | 1.990              | Vòng 2, thua Alizé Cornet              |
| 21        | 23       | Carla Suárez Navarro     | 1.800              | 240         | 240        | 1.800              | Vòng 4, thua Simona Halep [3]          |
| 22        | 25       | Mirjana Lučić-Baroni     | 1.746              | 70          | 10         | 1.686              | Vòng 1, thua Çağla Büyükakçay          |
| 23        | 22       | Samantha Stosur          | 1.945              | 780         | 240        | 1.405              | Vòng 4, thua Jeļena Ostapenko          |
| 24        | 24       | Daria Gavrilova          | 1.755              | 10          | 10         | 1.755              | Vòng 1, thua Elise Mertens             |
| 25        | 26       | Lauren Davis             | 1.611              | 10          | 10         | 1.611              | Vòng 1, thua Carina Witthöft           |
| 26        | 28       | Daria Kasatkina          | 1.580              | 130         | 130        | 1.580              | Vòng 3, thua Simona Halep [3]          |
| 27        | 29       | Yulia Putintseva         | 1.550              | 430         | 130        | 1.250              | Vòng 3, thua Garbiñe Muguruza [4]      |
| 28        | 27       | Caroline Garcia          | 1.595              | 70          | 430        | 1.955              | Tứ kết, thua Karolína Plíšková [2]     |
| 29        | 30       | Ana Konjuh               | 1.527              | 70+57       | 70+20      | 1.490              | Vòng 2, thua Magda Linette             |
| 30        | 31       | Timea Bacsinszky         | 1.523              | 430         | 780        | 1.873              | Bán kết, thua Jeļena Ostapenko         |
| 31        | 33       | Roberta Vinci            | 1.490              | 10          | 10         | 1.490              | Vòng 1, thua Monica Puig               |
| 32        | 34       | Zhang Shuai              | 1.490              | 70          | 130        | 1.550              | Vòng 3, thua Svetlana Kuznetsova [8]   |

#### Tay vợt rút lui khỏi giải đấu
| Xếp hạng | Tay vợt         | Điểm trước thi đấu | Điểm bảo vệ | Điểm thắng | Điểm sau thi đấu | Lý do rút lui         |
| -------- | --------------- | ------------------ | ----------- | ---------- | ---------------- | --------------------- |
| 2        | Serena Williams | 6.110              | 1.300       | 0          | 4.810            | Có thai               |
| 32       | Laura Siegemund | 1.510              | 10          | 0          | 1.500            | Đứt dây chằng đầu gối |

## Hạt giống đôi
| Đội                   | Đội                    | Xếp hạng1 | Hạt giống |
| --------------------- | ---------------------- | --------- | --------- |
| Henri Kontinen        | John Peers             | 3         | 1         |
| Pierre-Hugues Herbert | Nicolas Mahut          | 8         | 2         |
| Bob Bryan             | Mike Bryan             | 12        | 3         |
| Łukasz Kubot          | Marcelo Melo           | 14        | 4         |
| Jamie Murray          | Bruno Soares           | 17        | 5         |
| Feliciano López       | Marc López             | 26        | 6         |
| Ivan Dodig            | Marcel Granollers      | 27        | 7         |
| Raven Klaasen         | Rajeev Ram             | 28        | 8         |
| Rohan Bopanna         | Pablo Cuevas           | 45        | 9         |
| Pablo Carreño Busta   | Guillermo García López | 46        | 10        |
| Jean-Julien Rojer     | Horia Tecău            | 47        | 11        |
| Marcin Matkowski      | Édouard Roger-Vasselin | 49        | 12        |
| Florin Mergea         | Aisam-ul-Haq Qureshi   | 52        | 13        |
| Fabrice Martin        | Daniel Nestor          | 53        | 14        |
| Oliver Marach         | Mate Pavić             | 66        | 15        |
| Juan Sebastián Cabal  | Robert Farah           | 72        | 16        |

| Đội                   | Đội                         | Xếp hạng1 | Hạt giống |
| --------------------- | --------------------------- | --------- | --------- |
| Bethanie Mattek-Sands | Lucie Šafářová              | 3         | 1         |
| Ekaterina Makarova    | Elena Vesnina               | 6         | 2         |
| Chiêm Vịnh Nhiên      | Martina Hingis              | 15        | 3         |
| Sania Mirza           | Yaroslava Shvedova          | 22        | 4         |
| Tímea Babos           | Andrea Hlaváčková           | 22        | 5         |
| Lucie Hradecká        | Kateřina Siniaková          | 32        | 6         |
| Julia Görges          | Barbora Strýcová            | 37        | 7         |
| Abigail Spears        | Katarina Srebotnik          | 39        | 8         |
| Gabriela Dabrowski    | Xu Yifan                    | 43        | 9         |
| Raquel Atawo          | Jeļena Ostapenko            | 53        | 10        |
| Anna-Lena Grönefeld   | Květa Peschke               | 54        | 11        |
| Chiêm Hạo Tình        | Barbora Krejčíková          | 56        | 12        |
| Kiki Bertens          | Johanna Larsson             | 58        | 13        |
| Svetlana Kuznetsova   | Kristina Mladenovic         | 63        | 14        |
| Andreja Klepač        | María José Martínez Sánchez | 64        | 15        |
| Christina McHale      | Monica Niculescu            | 65        | 16        |
| Darija Jurak          | Anastasia Rodionova         | 70        | 17        |
| Eri Hozumi            | Miyu Kato                   | 75        | 18        |

### Đôi hỗn hợp
| Đội                | Đội                    | Xếp hạng1 | Hạt giống |
| ------------------ | ---------------------- | --------- | --------- |
| Chiêm Vịnh Nhiên   | John Peers             | 11        | 1         |
| Sania Mirza        | Ivan Dodig             | 19        | 2         |
| Andrea Hlaváčková  | Édouard Roger-Vasselin | 27        | 3         |
| Katarina Srebotnik | Raven Klaasen          | 34        | 4         |
| Yaroslava Shvedova | Alexander Peya         | 39        | 5         |
| Chiêm Hạo Tình     | Jean-Julien Rojer      | 42        | 6         |
| Gabriela Dabrowski | Rohan Bopanna          | 42        | 7         |
| Jeļena Ostapenko   | Bruno Soares           | 43        | 8         |

- *1 Bảng xếp hạng là vào ngày 22 tháng 5 năm 2017.

## Đặc cách vào vòng đấu chính
Những tay vợt sau đây sẽ được đưa vào tham gia giải đấu chính thức qua wild card dựa trên lựa chọn nội bộ và các màn trình diễn gần đây.
| - Julien Benneteau - Benjamin Bonzi - Mathias Bourgue - Alex De Minaur - Quentin Halys - Laurent Lokoli - Alexandre Müller - Tennys Sandgren | - Tessah Andrianjafitrimo - Amanda Anisimova - Fiona Ferro - Jaimee Fourlis - Myrtille Georges - Amandine Hesse - Alizé Lim - Chloé Paquet |

| - Grégoire Barrère / Albano Olivetti - Mathias Bourgue / Paul-Henri Mathieu - Kenny de Schepper / Vincent Millot - Jonathan Eysseric / Tristan Lamasine - Quentin Halys / Adrian Mannarino - Grégoire Jacq / Hugo Nys - Constant Lestienne / Corentin Moutet | - Audrey Albié / Harmony Tan - Tessah Andrianjafitrimo / Amandine Hesse - Manon Arcangioli / Alizé Lim - Fiona Ferro / Margot Yerolymos - Myrtille Georges / Chloé Paquet - Giulia Morlet / Diane Parry - Marine Partaud / Virginie Razzano |

### Đôi hỗn hợp
- Alizé Cornet /  Jonathan Eysseric
- Myrtille Georges /  Geoffrey Blancaneaux
- Jessica Moore /  Matt Reid
- Chloé Paquet /  Benoît Paire
- Pauline Parmentier /  Mathias Bourgue
- Virginie Razzano /  Vincent Millot

## Vòng loại
| Vượt qua vòng loại đơn nam 1. Marius Copil 2. Arthur De Greef 3. Nicolás Jarry 4. Taro Daniel 5. Jozef Kovalík 6. Stefanos Tsitsipas 7. Maxime Hamou 8. Simone Bolelli 9. Santiago Giraldo 10. Marco Trungelliti 11. Teymuraz Gabashvili 12. Sergiy Stakhovsky 13. Guido Pella 14. Stefano Napolitano 15. Bjorn Fratangelo 16. Paul-Henri Mathieu Thua cuộc may măn 1. Andrey Rublev | Women's Singles Qualifiers 1. Sara Errani 2. Markéta Vondroušová 3. Beatriz Haddad Maia 4. Richèl Hogenkamp 5. Ana Bogdan 6. Quirine Lemoine 7. Françoise Abanda 8. Petra Martić 9. Alison van Uytvanck 10. Miyu Kato 11. Kateryna Kozlova 12. Bethanie Mattek-Sands Thua cuộc may mắn 1. Ons Jabeur |

## Nhà vô địch

### Chuyên nghiệp

#### Đơn nam
- Rafael Nadal đánh bại  Stan Wawrinka, 6–2, 6–3, 6–1

#### Đơn nữ
- Jeļena Ostapenko đánh bại  Simona Halep, 4–6, 6–4, 6–3

#### Đôi nam
- Ryan Harrison /  Michael Venus đánh bại  Santiago González /  Donald Young, 7–6(7–5), 6–7(4–7), 6–3

#### Đôi nữ
- Bethanie Mattek-Sands /  Lucie Šafářová đánh bại  Ashleigh Barty /  Casey Dellacqua, 6–2, 6–1

#### Đôi hỗn hợp
- Gabriela Dabrowski /  Rohan Bopanna đánh bại  Anna-Lena Grönefeld /  Robert Farah, 2–6, 6–2, [12–10]

### Trẻ

#### Đơn nam trẻ
- Alexei Popyrin đánh bại  Nicola Kuhn, 7–6(7–5), 6–3

#### Đơn nữ trẻ
- Whitney Osuigwe đánh bại  Claire Liu, 6–4, 6–7(5–7), 6–3

#### Đôi nam trẻ
- Nicola Kuhn /  Zsombor Piros đánh bại  Vasil Kirkov /  Danny Thomas, 6–4, 6–4

#### Đôi nữ trẻ
- Bianca Andreescu /  Carson Branstine đánh bại  Olesya Pervushina /  Anastasia Potapova, 6–1, 6–3

### Sự kiện xe lăn

#### Đơn nam xe lăn
- Alfie Hewett đánh bại  Gustavo Fernández, 0–6, 7–6(11–9), 6–2

#### Đơn nữ xe lăn
- Yui Kamiji def.  Sabine Ellerbrock, 7–5, 6–4

#### Đôi nam xe lăn
- Stéphane Houdet /  Nicolas Peifer def.  Alfie Hewett /  Gordon Reid, 6–4, 6–3

#### Đôi nữ xe lăn
- Marjolein Buis /  Yui Kamiji def.  Jiske Griffioen /  Aniek van Koot, 6–3, 7–5

### Sự kiện khác

#### Đôi huyền thoại dưới 45
- Sébastien Grosjean /  Michaël Llodra đánh bại  Paul Haarhuis /  Andriy Medvedev, 6–4, 3–6, [10–8]

#### Đôi huyền thoại trên 45
- Mansour Bahrami /  Fabrice Santoro đánh bại  Pat Cash /  Michael Chang, 7–6(7–3), 6–3

#### Đôi nữ huyền thoại
- Tracy Austin /  Kim Clijsters def.  Lindsay Davenport /  Martina Navratilova, 6–3, 3–6, [10–5]

## Rút lui
The following players were accepted directly into the main tournament, but withdrew with injuries or personal reasons.
Trước giải đấu
| Đơn nam - Roger Federer → Thay thể bởi Konstantin Kravchuk - Yoshihito Nishioka → Thay thể bởi Ernests Gulbis - Radek Štěpánek → Thay thể bởi Guillermo García López - Dmitry Tursunov → Thay thể bởi Andrey Rublev | Đơn nữ - Serena Williams →Thay thể bởi Verónica Cepede Royg - Laura Siegemund → Thay thể bởi Ons Jabeur - Vania King →Thay thể bởi Magdaléna Rybáriková |

Trong giải đấu
| Đơn nam | Đơn nữ |

## Bỏ cuộc
| Đơn nam - Nicolás Almagro - Kevin Anderson - Pablo Carreño Busta - Guillermo García López - Richard Gasquet - David Goffin - Daniil Medvedev | Đơn nữ - Patricia Maria Țig |